# Élection présidentielle finlandaise de 2000
L'élection présidentielle finlandaise de 2000 s'est tenue les 16 janvier et 6 février 2000 et a vu l'élection de Tarja Halonen, première femme présidente de la Finlande, pour un premier mandat de six ans.

## Résultats
| Candidat          | Parti | Parti                              | 1er tour  | 1er tour | 2d tour   | 2d tour |
| Candidat          | Parti | Parti                              | Voix      | %        | Voix      | %       |
| ----------------- | ----- | ---------------------------------- | --------- | -------- | --------- | ------- |
| Tarja Halonen     |       | Parti social-démocrate de Finlande | 1 224 431 | 40,0     | 1 644 532 | 51,6    |
| Esko Aho          |       | Parti du centre                    | 1 051 159 | 34,4     | 1 540 803 | 48,4    |
| Riitta Uosukainen |       | Parti de la coalition nationale    | 392 305   | 12,9     |           |         |
| Elisabeth Rehn    |       | Parti populaire suédois            | 241 877   | 7,8      |           |         |
| Heidi Hautala     |       | Ligue verte                        | 100 740   | 3,3      |           |         |
| Ilkka Hakalehto   |       | Vrais Finlandais                   | 31 405    | 1,0      |           |         |
| Risto Kuisma      |       | Groupe de la réforme               | 16 943    | 0,6      |           |         |